# Biamaraen
Biamaraen (Biamarae) ist eine osttimoresische Aldeia im Suco Hataz (Verwaltungsamt Atabae, Gemeinde Bobonaro). 2015 lebten in der Aldeia 545 Menschen.

## Geographie
Biamaraen liegt im Süden des Sucos Hataz. Nordöstlich befindet sich die Aldeia Aidabasalala. Im Norden grenzt Biamaraen an den Suco Aidabaleten, im Süden an den Suco Leolima (Verwaltungsamt Balibo) und auf der anderen Seite des Flusses Nunutura (Nunura) liegt das Verwaltungsamt Cailaco mit seinem Suco Ritabou. In den Nunutura mündet aus Biamaraen kommend der Fluss Matenua. An der Westgrenze liegt der Foho Nunuli (Lage), mit 447 m der höchste Berg der Aldeia.
Im Tal des Nunuturas führt durch den Osten Biamaraens, parallel zum Fluss eine Straße, an der der Hauptteil der Besiedlung liegt. Dies sind die Orte Biamaraen (Biamarae), Biamarae Leten („Unter“-Biamarae, auch Bausae) und Arlaeben. Der Ort Biamaraen verfügt über eine Grundschule und eine Kirche. Hier trifft eine Straße aus Aidabaleten im Norden auf die Uferstraße. Die bewaldeten Berge westlich der Uferstraße sind nahezu unbesiedelt.

## Politik
2023 wurde Leoneto de Sousa zum Chefe de Aldeia gewählt.